# Must’ve Been High
Must’ve Been High ist das vierte Album der Supersuckers. Es erschien im Jahr 1997 und ist im Wesentlichen dem Genre des Country zuzuordnen. Darüber hinaus enthält das Album Elemente des Folk und des Rock. Wegen dieser musikalischen Melange und weil die Supersuckers auf den drei vorhergehenden Alben vor allem Punkrock gespielt hatten, wird Must’ve Been High auch dem Subgenre des Cowpunk zugeordnet.

## Aufnahme
Die Supersuckers spielten Must’ve Been High in den Ironwood Studios (Seattle, Washington, USA) in folgender Besetzung ein: 
- Eddie Spaghetti (Gesang, Akustische Gitarre, Elektrischer Bass)
- Renaldo Allegré (Gesang, Elektrische Gitarre, Akustische Gitarre)
- Dan “Raised by Wolves” Bolton (Elektrische Gitarre)
- Dan “Dancing Eagle” Seigal (Schlagzeug)

Begleitet wurden die Supersuckers bei den Aufnahmen für Must’ve Been High von folgenden Sidemen beziehungsweise Studiomusikern: 
- Kelley Deal (Gesang)
- Brian Thomas (Pedal-Steel-Gitarre, Resonatorgitarre, Hawaiigitarre, Banjo)
- Mickey Raphael (Mundharmonika)
- Brantley Kearns (Fiddle, Mandoline)
- Jesse Dayton (Baritongitarre, Akustische Gitarre)

In den Liner Notes als “You Know Who” unkenntlich gemacht, ist auf dem Album außerdem zu hören: Willie Nelson.
Produzent von Must’ve Been High war Randall Jamail; Toningenieur war Jon Dunleavy.

## Titel
Must’ve Been High enthält folgende Songs: 
1. Must’ve Been High (Spaghetti)
2. Dead in the Water (Bolton)
3. Barricade (Spaghetti)
4. Roamin’ ’round (Spaghetti)
5. Hungover Together (Bland)
6. Non-Addictve Marijuana (Heathman)
7. The Captain (Spaghetti)
8. Blow You Away (Spaghetti)
9. Roadworm and Weary (Spaghetti)
10. Hangin’ Out With Me (Spaghetti)
11. Juicy Pureballs (Spaghetti)
12. One Cigarette Away (Spaghetti)
13. Hangliders (Spaghetti)

## Veröffentlichungen
Erstmals publiziert wurde Must’ve Been High im März 1997 vom Label Sub Pop als LP und CD. Die CD-Version enthält mit Supersucker Drive-By Blues zusätzlich einen Hidden Track.
Darüber hinaus erschienen Live- beziehungsweise Demoaufnahmen der Songs von Must’ve Been High: 
- Must’ve Been Live (Lunasound Recording, 2002)
- Must’ve Been High Demos (Mid-Fi Recordings, 2009)

## Rezeption
Die Musik-Internetseite Sputnikmusic führt das Album mit der höchstmöglichen Wertung 5.0 (“Classic”). In der dortigen Rezension werden die „trockene Produktion“ und die „furios guten Studiomusiker“ gelobt, die Must’ve Been High authentischer klingen lassen würden, als die meisten zeitgenössischen Country-Alben. Das Fazit lautet: „Ein großartiges Album.“ 

## Trivia
Der Song The Captain bezieht sich auf ein misslungenes Aufnahmeprojekt der Supersuckers mit Captain Sensible von The Damned. Eddie Spaghetti bezeichnete diese Gegebenheit im Nachhinein als „eine Warnung davor, seine Helden zu treffen.“